# Градско (община Градско)
Гра́дско (макед. Градско) — село в Республике Македония, административный центр общины Градско в Вардарском регионе страны, в историко-географической области Клепа.
Село расположено на правом берегу реки Вардар, к югу от города Велес, на пути, который связывает Велес с Тиквешем и Гевгели.

## История
Неподалёку, к востоку от села — руины древнего города Стоби. Именно от близости нынешнего села к древнему городищу происходит и название села — Градско. Сам же Стоби был опустошён и оставлен после землетрясения 518 года, и с тех пор был известен как Пустой Город.
В XIX веке село было населённым пунктом в Османской империи, 1873 году в «Этнографии вилаетов Адрианополь, Монастырь и Салоники» изданной в 1878 году в Константинополе упоминается о 49 македонцах населявших село. В 1900 году здесь проживало 110 жителей, все — македонцы-христиане. В 1905 году 144 жителя села были прихожанами церкви Болгарской екзархии.
С 1913 года Градско в составе Сербии. Во время Первой мировой войны 31 октября и 1 ноября 1915 года здесь произошло сражение между французскими частями и болгарской 5-й пехотной дунайской дивизией. На окраине села ныне восстановлен памятник 242 погибшим воинам 5-й пехотной дунайской дивизии.

## Население
Градско одно из крупнейших сёл в Републике Македония. По результатам переписи 2002 года население села — 2219 жителей, из них:
- македонцы — 1920 чел.;
- боснийцы — 215 чел.;
- цыгане — 48 чел.;
- сербы — 14 чел.;
- турки — 7 чел.;
- албанцы — 6 чел.;
- остальные — 9 чел.

## Общественно значимые объекты
В селе есть школа имени Даме Груева и церковь Святого Георгия.